# Collège militaire royal de Saint-Jean
 (mai 2012).
Si vous disposez d'ouvrages ou d'articles de référence ou si vous connaissez des sites web de qualité traitant du thème abordé ici, merci de compléter l'article en donnant les références utiles à sa vérifiabilité et en les liant à la section « Notes et références ».

Armoiries du Collège

Drapeau du Collège

Le Collège militaire royal de Saint-Jean est un établissement d'enseignement supérieur (collégial et universitaire) située à Saint-Jean-sur-Richelieu, au Québec. L'université est fondée en 1952 sous la forme d'un collège classique. Son ouverture avait comme premier objectif d'améliorer la représentation canadienne-française dans le corps des officiers au sein des Forces armées canadiennes. Le collège faisait partie intégrante du cercle des Collèges militaires canadiens tout comme le Collège militaire royal du Canada et le Collège militaire Royal Roads jusqu'en 1995, date à laquelle le ministère de la Défense nationale fusionne tous les collèges. Le Collège militaire royal de Saint-Jean ouvre à nouveau ses portes le 24 mai 2008 et obtient son statut d'université du gouvernement du Québec le 5 mai 2021.
Depuis l'été 2019 Le CMR Saint-Jean offre un programme universitaire en Études internationales, programme universitaire accordé par le ministre Jean-François Roberge. Ce programme multidisciplinaire vise à préparer les élèves-officiers et aspirants de marine de certaines occupations aux responsabilités qui les attendent dans leur carrière au sein des FAC, alors qu’ils auront de nombreuses occasions de servir à l’international et de travailler dans des milieux affichant une grande diversité culturelle.

## Histoire
En 1952, le Collège militaire royal de Saint-Jean voit le jour afin de permettre à un plus grand nombre de francophones d'intégrer les rangs des officiers dans l'armée canadienne - il s'agit du premier collège militaire bilingue du Canada. Au début, seulement les cours des deux premières années de collège étaient offerts au CMR et les élèves-officiers devaient compléter leurs études à Kingston ou à Victoria.
En 1959, le Collège militaire royal du Canada obtient l'autorisation de conférer des grades universitaires de la province de l'Ontario ce qui permit à ses élèves-officiers de recevoir un baccalauréat à la fin de leurs études. D'une façon similaire, en 1971, le CMR établit un partenariat avec l'Université de Sherbrooke afin de permettre aux élèves-officiers du CMR de compléter leurs études à Saint-Jean.
Avec les années, le CMR reçoit le droit d'offrir les cours des quatre années menant à l'obtention d'un diplôme universitaire, puis le droit de décerner ses propres diplômes en 1985 lorsqu'il obtient du gouvernement du Québec sa propre loi lui accordant le statut d'université. L'université est autorisée à conférer des grades de deuxième cycle en 1988. Elle était alors constituée de deux facultés : celle de l'administration et les humanités ainsi que celle des sciences et du génie. Tout comme le Royal Roads Military College en Colombie-Britannique, le CMR Saint-Jean est fermé en 1995. Le patrimoine de programmes est alors transféré au Collège militaire royal du Canada à Kingston, en Ontario.
Afin de préserver les bâtiments du site, la Corporation du fort Saint-Jean est constituée comme organisme à but non lucratif. À partir de ce moment, le site du fort Saint-Jean devint un site commercial accessible au grand public, même si des cours de formation et de perfectionnement militaire continuent d'y être offerts.
La réouverture du CMR Saint-Jean est annoncée en 2007. En 2008, le Collège militaire royal de Saint-Jean est rouvert pour accueillir des élèves officiers de première (équivalent de la première année du collégial) et de deuxième année (équivalent de la deuxième année du collégial). Le CMR St-Jean n'a toutefois ni statut de cégep (les diplômes sont émis par le Cégep de St-Jean-sur-Richelieu), ni de statut d'université (Ce statut est de juridiction provinciale au Canada). Le nombre d'étudiants demeure plus faible qu'en 1995 à approximativement 200 élèves-officiers. La parade de réouverture du collège a lieu le 24 mai 2008 avec la présence de la gouverneure générale Michaelle Jean et des ministres Peter MacKay et Michael Fortier.
Il faudra toutefois attendre 2018 pour que le CMR Saint-Jean offre à nouveau un programme universitaire et le 3 juin 2021 pour que l'établissement obtienne à nouveau son statut d'université. Il offre actuellement un diplôme de premier cycle en Études internationales et accueille dans le cadre d'un programme d'échange des élèves officiers en provenance de l'École Royale Militaire de Belgique, de l'Université des forces terrestres Général Tadeusz Kościuszko de Pologne, l'Académie militaire thérésienne d'Autriche, l'Académie militaire de Corée, Norwich University des États-Unis d'Amérique et l'Académie militaire de l'Afrique du Sud. 
Malgré le retour du CMR Saint-Jean, le site du Fort Saint-Jean conserva sa vocation commerciale et est toujours ouvert au public, ce qui est unique au Canada. On y retrouve entre autres un Complexe Multisports abritant une piscine et une patinoire, des terrains de football et un musée commémorant l'histoire du site.

## Description

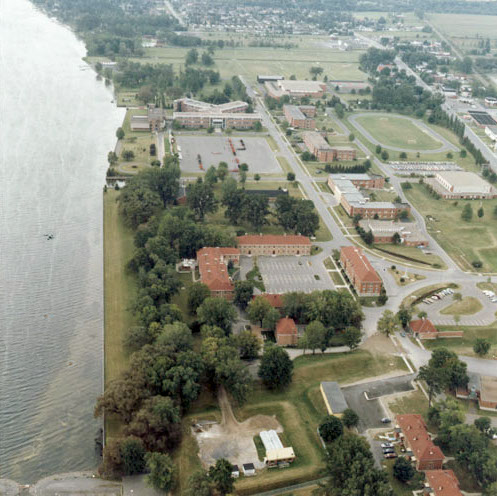
Vue aérienne du Collège militaire royal de Saint-Jean

Selon une plaque du Commission des Monuments Historiques du Canada Fort Saint Jean (1926) « Construit en 1743 par M. de Léry sous des ordres de d'administrateur la Galissonnière. Ce poste était depuis longtemps le rendez-vous de toutes les expéditions militaires du côté du Lac Champlain. Le 31 août 1759, le commandant de Roquemaure le fit sauter sur l'ordre du Gouverneur de Vaudreuil pour éviter qu’il ne tombât aux mains des Anglais. Reconstruit par le Gouverneur Carleton en 1775, Il soutint, la même année, sous le commandement du Major Charles Preston, du 26e Régiment, un siège de 45 jours contre les troupes Américaines Commandées par le Général Montgomery. »
Le site du CMR est situé à Saint-Jean-sur-Richelieu au Québec. Ses installations sont actuellement gérées par un organisme sans but lucratif, la Corporation du Fort Saint-Jean, qui fournit le soutien, supervise l'entretien et commercialise les infrastructures à d'autres organisations. Certaines salles sont disponibles pour la tenue d'événements ponctuels tels que des conférences, des galas et des mariages.

## Campus

### Liste des bâtiments
- Le vieux mess (1839) était utilisé comme caserne pour loger les soldats, tout comme La Galisonnière et le Montcalm. Avec la venue du CMR, il est converti en mess pour les officiers. On y tient des nombreuses réceptions
- La pavillon La Galisonnière on y aménagea des salles de classe avant de le reconvertir en dortoir pour loger les soldats
- Le pavillon Montcalm on y aménagea des salles de classe avant de le reconvertir en dortoir pour loger les soldats et on y retrouve des suites modernes,
- Le pavillon Massey (1937) abrite les locaux de la Corporation du Fort Saint-Jean, un organisme à but non lucratif qui gère le site. Le bâtiment original de 1839 situé à cet endroit fut détruit dans un incendie en 1883. C’est à cet endroit que l’on travaillait le fer et qu’on ferrait les chevaux. À l’ouverture du CMR, on transforma la forge devenue inutile en mess des sous-officiers.
- Le pavillon Maisonneuve (1953) furent construits pour servir de résidence aux élèves-officiers. Depuis, leur vocation n’a pas changé et ils hébergent aujourd’hui des officiers, des sous-officiers ainsi que des civils.
- Le pavillon Champlain (1953) furent construits pour servir de résidence aux élèves-officiers. Depuis, leur vocation n’a pas changé et ils hébergent aujourd’hui des officiers, des sous-officiers ainsi que des civils.
- Le pavillon Cartier (1955) furent construits pour servir de résidence aux élèves-officiers. Depuis, leur vocation n’a pas changé et ils hébergent aujourd’hui des officiers, des sous-officiers ainsi que des civils.
- Le pavillon Dextraze fut construit en 1992 pour servir une grande salle à manger et des services alimentaires.
- Le pavillon de Léry est un pavillon académique et administratif du CMR de Saint-Jean.
- Le pavillon La Haie est nommé en l’honneur du premier commandant du CMR, il a été construit en 1972 pour accueillir la bibliothèque, qui s’y trouve toujours aujourd’hui. De plus, on y retrouve les bureaux des professeurs et du personnel de direction du CMR.
- Redoute nord s’agit de l’une des deux redoutes du fort construit en 1775 et qui abritait la maison du propriétaire terrien de l’époque, Moses Hazen. La redoute sud, située près de l’emplacement actuel du musée, n’est plus visible, car elle fut détruite lors de l’explosion d’une poudrière en 1780.
- L’ancienne Guérite, construite vers 1850, elle servit de salle de garde, de prison militaire, d’entrée du Collège et finalement de musée jusqu’en 2006.
- P.M.Q. (Private married quarters) servaient de résidence pour le personnel militaire marié. Ceux en briques datent de 1935 et ceux en bois, de 1952.
- Chapelle Catholique du CMR construite en 1957 et dédiée à Saint-Maurice, le saint patron des

militaires. Avec la réouverture du CMR de Saint-Jean, on la transforme en Mess pour les élèves-officiers.
- Complexe sportif Vanier (1957), ce pavillon sportif possède de nombreux gymnases ainsi qu’une patinoire et une piscine.

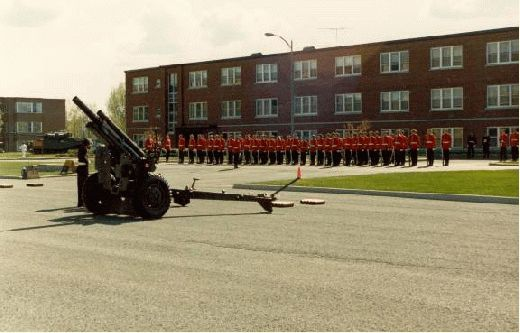
Pavillon Champlain
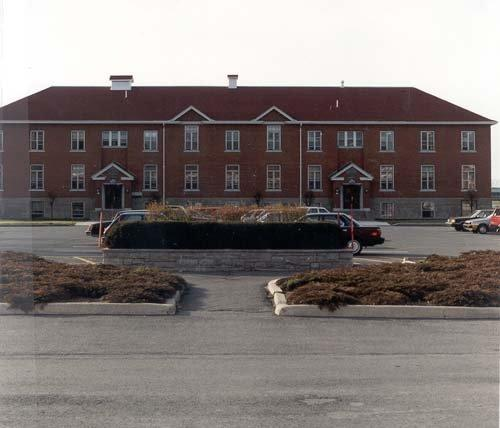
Pavillon Massey
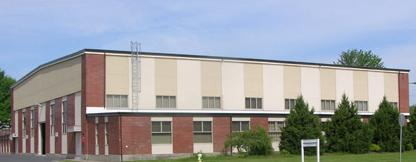
Pavillon Couture
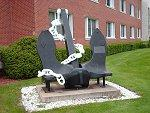
Pavillon Maisonneuve

### Liste des monuments
- Monument du CMR dévoilé par le premier ministre Pierre Elliott Trudeau en 1977, ce monument a été offert par le Club des anciens du CMR pour célébrer le 25e anniversaire du Collège.
- Obelisk CMR
- Monument du Royal 22e Régiment a été offert en 1964 par le CMR à l’occasion du 50e anniversaire du régiment qui suivit son premier entraînement au fort Saint-Jean en 1914. On peut lire sur les côtés les honneurs de batailles décernés aux Vandoos.
- Monument du Sergeant Majeurs du CMR

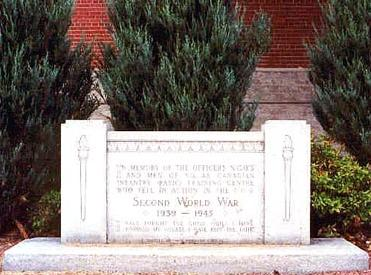
Monument du CMR
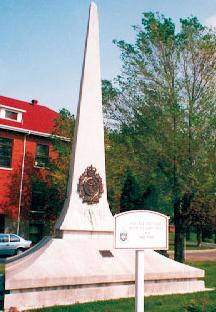
Obelisk du CMR
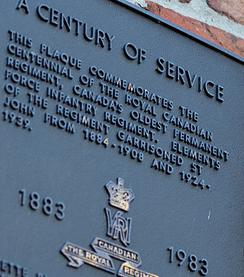
Monument du Royal 22e Régiment 1883-1983
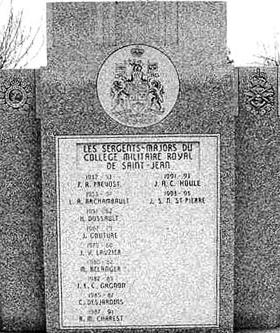
Monument du Sergeant Majeurs du CMR

### Liste des pièces militaires
- Canon de campagne allemand de 1916 et d’un calibre de 77 mm est une prise de guerre.
- Obusier anglais en bronze tirait des projectiles creux qui explosaient après leur chute. Sa fabrication date d’entre 1841 et 1846.
- Char Sherman, fabriqué aux États-Unis, fut utilisé par le Canada pendant la Seconde Guerre mondiale. Il est muni d’un canon de 76 mm, peut atteindre 40 km/h et pèse 33 tonnes. 5 hommes étaient nécessaires pour le manœuvrer.
- Canons anti-chars de 75 mm furent utilisés pendant la Seconde Guerre mondiale.
- Char Centurion de 1950 pour remplacer ses chars Sherman. Muni d’un moteur V-12 de marque Rolls-Royce et d’un canon de 20 livres, ce char pèse 53 tonnes, peut atteindre 35 km/h et requiert un équipage de 4 hommes.
- Avion Avro CF-100 Canuck produit à partir de 1952, il s’agit du premier et du seul avion-chasseur à réaction à avoir été entièrement conçu et construit au Canada. Il est le premier avion à avoir dépassé la vitesse du son en descente. Il peut atteindre une vitesse de 1 046 km/h et un plafond de 16 460 m.

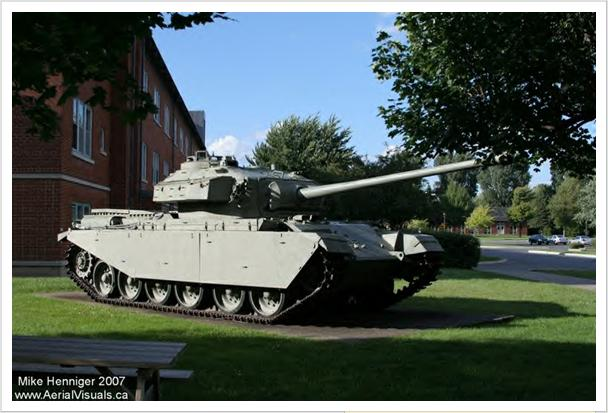
Char Centurion
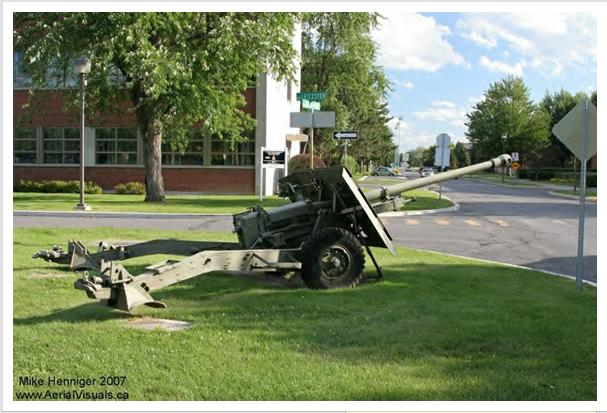
Canons anti-chars
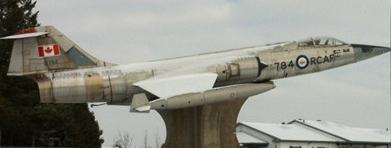
Avion CF-104 Starfighter

### Musée du Fort Saint-Jean

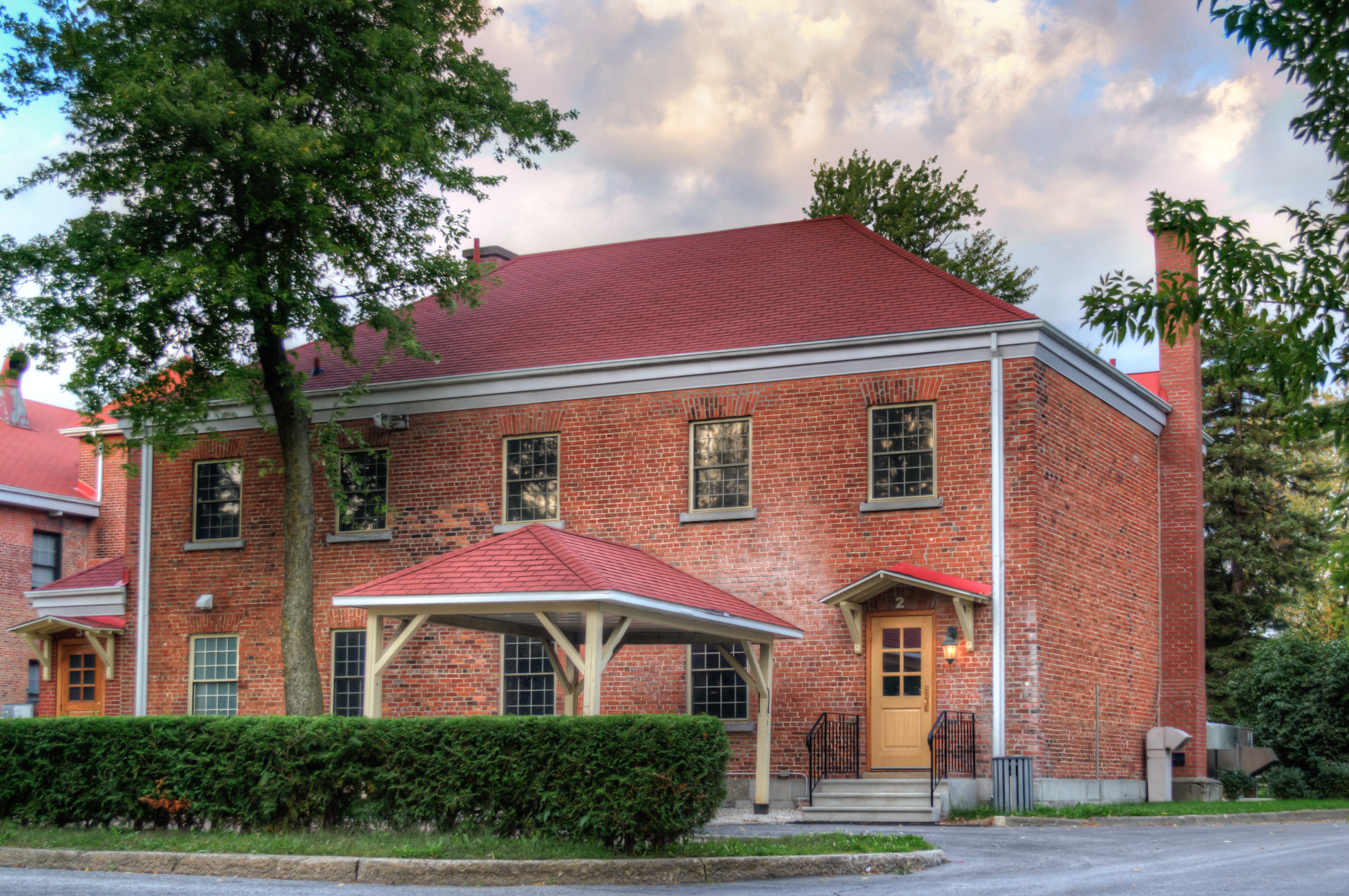
Musée du Fort Saint-Jean

Le musée du Fort Saint-Jean est situé sur le site du Collège militaire royal de Saint-Jean. Ce site a connu une occupation militaire continue depuis le régime français. Il y a des bâtiments britanniques originaux, des vestiges de remparts et des équipements militaires, le tout en longeant la rivière Richelieu. Le site est toujours animé puisqu’il accueille le Collège militaire royal de Saint-Jean de nouveau. Le musée a été inauguré le 15 mai 2016 et est maintenant bien installé dans La Forge du Fort Saint-Jean. C’est à cet endroit que l’on travaillait le fer et qu’on ferrait les chevaux.

## Commandants
- 1952 - 1957 : Colonel Marcelin Lahaie
- 1957 - 1960 : Capitaine Jean Archambault
- 1960 - 1963 : Capitaine Marcel Jetté
- 1963 - 1966 : Colonel Armand Ross
- 1966 - 1968 : Colonel Roland Antoine Reid
- 1968 - 1970 : Colonel Jacques Chouinard
- 1970 - 1971 : Colonel Gérard Charles Édouard Thériault
- 1971 - 1973 : Brigadier-général Jean-Paul A. (Jack) Cadieux
- 1973 - 1975 : Colonel Arthur Vandal
- 1975 - 1978 : Lieutenant-général Richard Evraire
- 1978 - 1981 : Colonel Charles-Eugène Savard
- 1981 - 1983 : Colonel Yvon Durocher
- 1983 - 1986 : Colonel Rudolphe Parent
- 1986 - 1989 : Colonel Claude Archambault
- 1989 - 1991 : Brigadier-général Roméo Dallaire
- 1991 - 1994 : Brigadier-général Charles Émond
- 1995 : Colonel Marcel Parisien
- 2007 - 2010 : Colonel François Pion
- 2010 - 2013 : Colonel Guy Maillet
- 2013 - 2015 : Colonel Jennie Carignan
- 2015 - 2017 : Colonel Simon Bernard
- 2017 - 2019 : Colonel Gervais Carpentier
- 2019 - 2021 : Brigadier-général Nicolas Pilon
- 2021 - 2023 : Colonel Gaétan Bédard
- 2023 - … : Colonel Guillaume Tremblay

## Directeur des études
- 2008 - 2018 : Lieutenant-général (à la retraite) Michel Maisonneuve
- 2018 - 2023 : James Groen
- 2024 : Annick Girard (intérimaire)
- 2023 et depuis 2024 - ... : Danic Parenteau (intérimaire)

## Anciens étudiants
- André Caillé, ex-PDG d'Hydro-Québec ;
- Sylvain Charlebois, économiste canadien spécialisé en politiques agroalimentaires[4] ;
- Roméo Dallaire ;
- Marc Garneau ;
- Simon Mailloux, premier soldat amputé à être retourné au front en Afghanistan ;
- Walter Natynczyk, chef d'état-major de la défense ;
- Jerry S.T. Pitzul, juge-avocat général des Forces armées canadiennes de 2002 à 2006 ;
- François Bonnardel, député de Granby pour la Coalition Avenir Québec.